# Консенсус 1992 року
Консенсус 1992 року — політичний термін, що з'явився 1992 року в результаті зустрічі представників Китайської Народної Республіки та Республіки Китай.
Консенсус 1992 року передбачає визнання обома сторонами єдності Китаю — («Китай і Тайвань — не окремі держави»). При цьому під єдиним Китаєм кожна зі сторін вбачає свою власну інтерпретацію. Відмінності в інтерпретації влади — «Китайська Народна Республіка» чи «Республіка Китай» — не є перепоною для діалогу.

## Історія перемовин
Зважаючи на особливості китайської історії та політики, безпосередні відносини між офіційними установами двох держав, по суті, неможливі.
Перемовини проводились і тривають дотепер, з боку КНР через недержавну Асоціацію з відносин через протоку (ARATS), а з боку Тайваню — через неурядовий фонд Рада із взаємовідносин з континентальним Китаєм (SEF). Обидві структури засновані 1991 року.
1992 року перший раунд перемовин між тими організаціями зайшов у глухий кут, оскільки було незрозуміло, який сенс вкладається до формулювання «єдиний Китай», яку приймають обидві сторони. В результаті до протоколу перемовин було записано, що «під єдиним Китаєм кожна зі сторін вбачає свою власну інтерпретацію».
Колишній президент Республіки Китай Лі Ден Хуей назвав таке рішення «консенсусом без консенсусу».
КНР кілька разів залишала процес перемовин, а від 1999 до 2008 року взагалі його призупинила. Лише після обрання 2008 року президентом Ма Їнцзю офіційний Пекін погодився відновити діалог.
В інавгураційній промові 20 травня 2008 року Ма Їнцзю заявив про готовність відновити перемовини з Китаєм на базі «консенсусу 1992 року». Публічне визнання консенсусу стало важливим відступом від позицій адміністрації Чень Шуйбяня, що заперечувала сам факт його досягнення.
Від того часу завдяки зусиллям SEF та ARATS, які провели до 2011 року шість раундів зустрічей, було підписано низку базових угод, що визначили взаємовідносини між Пекіном і Тайбеєм.

## Результати та наслідки
За час першого президентського терміну Ма Їнцзю між материковим Китаєм і Тайванем з'явилось пряме регулярне повітряне й морське сполучення, Тайвань почали відвідувати туристи з материка, тайваньському бізнесу стало простіше оперувати на материку. В результаті досягнутих домовленостей й односторонніх ініціатив життя отримала ідея налагодження так званих трьох видів зв'язків — економічних, транспортних й інформаційних.
2010 року було підписано важливу торгову угоду про економічне співробітництво, що забезпечило простий доступ сотням видів тайваньської продукції на ринок материкового Китаю. В межах угоди від 1 січня 2011 року набула чинності розрахована на 3-річний період програма «Ранній урожай», спрямована на значне зниження митних тарифів на включені до встановленого списку товари двосторонньої торгівлі, до самого їх цілковитого скасування.